# 印度洋委员会
印度洋委员会（英語：Indian Ocean Commission，缩写IOC，缩写COI），是印度洋岛国成立的国际组织。

## 简介
1982年12月，毛里求斯、马达加斯加、塞舌尔三国的外交部长在毛里求斯首都路易港开会，签署了《路易港协定》，决定成立印度洋委员会（中文通常简称“印委会”）。1984年1月，三国外长在塞舌尔首都维多利亚召开首届部长理事会会议，签署《维多利亚总协定》，印度洋委员会正式成立。印度洋委员会的宗旨是促进成员国间合作，协助本地区国家融入区域和全球一体化进程，在国际合作中维护印度洋岛国利益。

## 成员、观察员
现有毛里求斯、马达加斯加、塞舌尔、科摩罗和以法国名义加入的留尼汪5个成员。
- 马达加斯加
- 模里西斯
- 留尼汪（法国）
- 塞舌尔

另外，有7个观察员。
- 欧盟
- 中国
- 日本
- 印度
- 馬爾他騎士團
- 法语国家及地区国际组织（OIF）
- 联合国

## 组织机构
印度洋委员会的常设秘书处设在毛里求斯卡特邦市，1989年设立。印度洋委员会的组织机构有：
- （1）首脑会议：负责解决重大问题。截至2016年底已举行4次。
- （2）部长理事会会议：最高权力机构，负责决定印度洋委员会的具体战略方针。由每个成员国指定1位内阁成员或政府代表组成，主席由各成员国按照法文首字母顺序轮流担任，每届任期1年。每年召开1次例会，截至2016年底已举行31届部长级会议。
- （3）常务联络官委员会：协助部长理事会会议并且负责执行相关决议，每个成员国指派1名常务联络官，每年召开3次会议。
- （4）秘书处：设秘书长、5名专员、1名行政和财政助理。秘书长负责协调印度洋委员会内部活动，并保证印度洋委员会各机构运转。秘书长由部长级会议任命，任期4年，不得连任。
- （5）专门委员会：开展研究并确定合作项目。截至2016年底已设有8个专门委员会：商业与贸易、旅游、手工业、地区工业合作、环境保护、地区海运交通、体育、金枪鱼。另外还设有若干专家小组，每半年召开1次专家会议[1]。

## 主要活动
印度洋委员会历次首脑会议有：
- 第1届首脑会议：1991年3月在马达加斯加首都塔那那利佛召开。
- 第2届首脑会议：1999年在留尼汪圣但尼召开。
- 第3届首脑会议：2005年7月在马达加斯加首都塔那那利佛召开。
- 第4届首脑会议：2014年8月在科摩罗召开[1]。

印度洋委员会重要的部长理事会会议有：
- 第25届部长理事会会议：2009年召开，会议通过决议，印度洋委员会作为马达加斯加问题国际接触小组成员参与调解马达加斯加政治危机。
- 第26届部长理事会会议：2010年在留尼汪召开，通过了一系列决议。
- 第27届部长理事会会议：2011年10月在毛里求斯召开。会议决定成立一个由印度洋委员会秘书长负责、各成员国专家组成的打击海盗小组，机构设在塞舌尔。
- 第28届部长理事会会议：2013年1月在塞舌尔召开，就政治、经贸、可持续发展、促进地区一体化这四个战略发展方向形成了共识。
- 第31届部长理事会会议：2016年2月在法国留尼汪举行。会议通过了中国成为印度洋委员会观察员的决议。中国成为2014年印度洋委员会设立观察员机制后，第一个被接纳为观察员的国家[1][2]。